# Journal of Molecular Liquids
Journal of Molecular Liquids is een internationaal, aan collegiale toetsing onderworpen wetenschappelijk tijdschrift op het gebied van de
fysische chemie.
De naam wordt in literatuurverwijzingen meestal afgekort tot J. Mol. Liq.
Het is opgericht in 1983 en wordt uitgegeven door Elsevier.